# Queen B.
«Queen B.» es el segundo sencillo realizado por Puscifer y el primer sencillo del álbum debut, “V” Is for Vagina, del mencionado proyecto en solitario de Maynard James Keenan, vocalista de las bandas Tool y A Perfect Circle.

## Recepción
El sencillo alcanzó el puesto número 26 en la lista Hot Modern Rock Tracks de Billboard. "Queen B" fue considerado como un éxito y ha sido emitido en varias oportunidades tanto en la televisión como en canales de todo el mundo.

## Lista de canciones
| N.º | Título     | Duración |  |
| 1.  | «Queen B.» | 3:55     |  |
| 2.  | «DoZo»     | 4:00     |  |